# Цефтазидим/Авибактам
Цефтазидим/Авибактам — комбинированный антибиотик для лечения инфекций, вызванных чувствительными штаммами грамотрицательных микроорганизмов. Одобрен для применения: ЕС, США (2015)

## Механизм действия
Комбинация: цефтазидим, авибактам.

## Показания
- Осложнённые интраабдоминальные инфекции[англ.] (в комбинации с метронидазолом) у пациентов с 3 мес.
- Осложнённые инфекции мочевыводящих путей (включая пиелонефрит) у пациентов с 3 мес.
- Внутрибольничная пневмония или ИВЛ-ассоциированная пневмония[англ.] у пациентов с 18 лет[2]

## Фармакокинетика
Исследования фармакокинетики показали, что утвержденная дозировка (2/0,5 г каждые 8 часов) обеспечивает достаточные уровни в плазме и достаточное распределение препаратов во всех утвержденных показаниях. В частности, коэффициент проникновения в легкие/плазму составляет 52% для цефтазидима и 42% для авибактама. Цефтазидим-авибактам успешно использовался для лечения серьезных инфекций с ограниченными вариантами лечения и в тканях с трудным проникновением лекарства, таких как инфекции костей и суставов, эндокардит, медиастинит, абсцессы и посттрансплантационная почечная некроз. Связывание белка цефтазидима составляет приблизительно 10%, и объем распределения составляет 14,3 литра. Связывание белка авибактама также низкое (5,7–8,2%), и объем распределения составляет приблизительно 15–25 литров. У обоих препаратов полувремя жизни составляет приблизительно 2 часа, и требуется корректировка дозы у пациентов с умеренным и тяжелым нарушением функции почек.

## Сопротивления
Несмотря на то, что это по-прежнему редкость, сопротивление цефтазидиму/авибактаму начало появляться. Большинство устойчивых изолятов относятся к Клебсиелла пневмонии ST258 и имеют замену D179Y в ферменте KPC. США, Греция и Италия отвечают за 80% случаев сопротивления. У трети изолятов сопротивление не было связано с предыдущим воздействием цефтазидима/авибактама. Среди штаммов, устойчивых к цефтазидиму/авибактаму, 20% также устойчивы к колистину, и 80% являются продуцентами ESBL.

## Противопоказания
- Гиперчувствительность